# Fabrizio Crisafulli

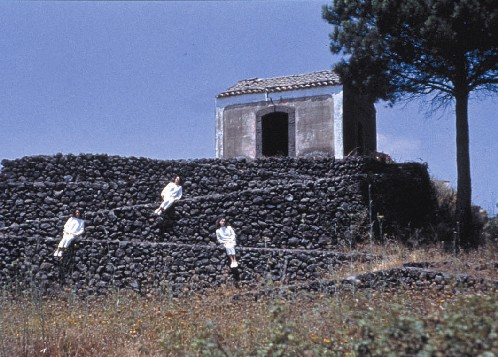
Il Pudore Bene in Vista, 1991

Fabrizio Crisafulli (Catania, 4 dicembre 1948) è un artista italiano, esponente del teatro italiano di ricerca.

## Biografia
Inizia la propria ricerca scenica nella seconda metà degli anni Ottanta avviando in Sicilia dei laboratori sulla luce intesa come elemento poetico e drammaturgico del teatro.
Dai suoi primi workshop, nel 1991 prende vita la compagnia Il pudore bene in vista (nome tratto da un poemetto di Paul Eluard che dà titolo al primo spettacolo del gruppo), inizialmente costituita da ex-allievi.
Dal 1992 sposta l'attività a Roma, dove si avvale della collaborazione di artisti che, in diversi periodi, si accostano alla sua ricerca registica e drammaturgica, cooperando al suo indirizzo, come l'autrice teatrale e attrice Daria Deflorian e, dal 1996, la coreografa e danzatrice Giovanna Summo, con la quale condivide per oltre dieci anni la direzione artistica della compagnia, divenuta nel frattempo associazione Gruppo Arte Teatro Danza – Il pudore bene in vista, struttura di produzione sostenuta dal Ministero dei Beni e delle Attività Culturali.
Dal 1991 al 2022, crea oltre 50 tra spettacoli e performance, e altrettante installazioni. Ottiene riconoscimenti tra i quali la laurea ad honorem in Filosofia/Performance Design conferitagli dall'Università di Roskilde, Danimarca, nel 2015, e il Premio Nazionale della Critica Teatrale (ANCT/Teatri delle Diversità) nel 2016 in Italia.
Il suo è un lavoro di tipo poetico, non narrativo, affidato in ugual misura al lavoro del performer e all'universo visivo-sonoro nel quale questi agisce. Ne sono tratti distintivi l'uso della luce come elemento strutturale dello spettacolo  e il “teatro dei luoghi”, ossia l'assunzione del luogo nel quale il lavoro viene creato e presentato quale elemento generativo della creazione.